# St. Georg (Rittersbach)

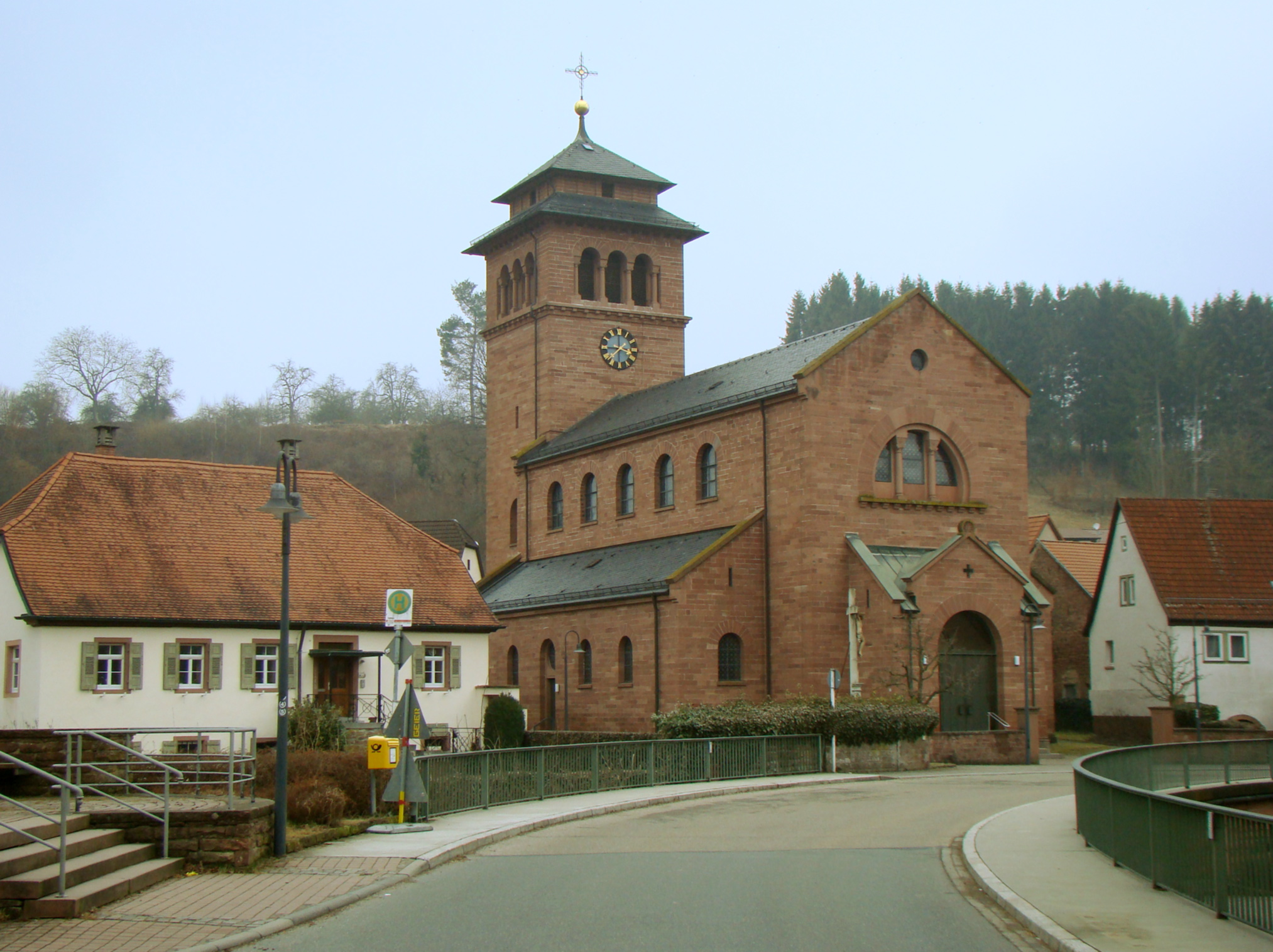
Ortsmitte von Rittersbach mit Kirche und Pfarrhaus

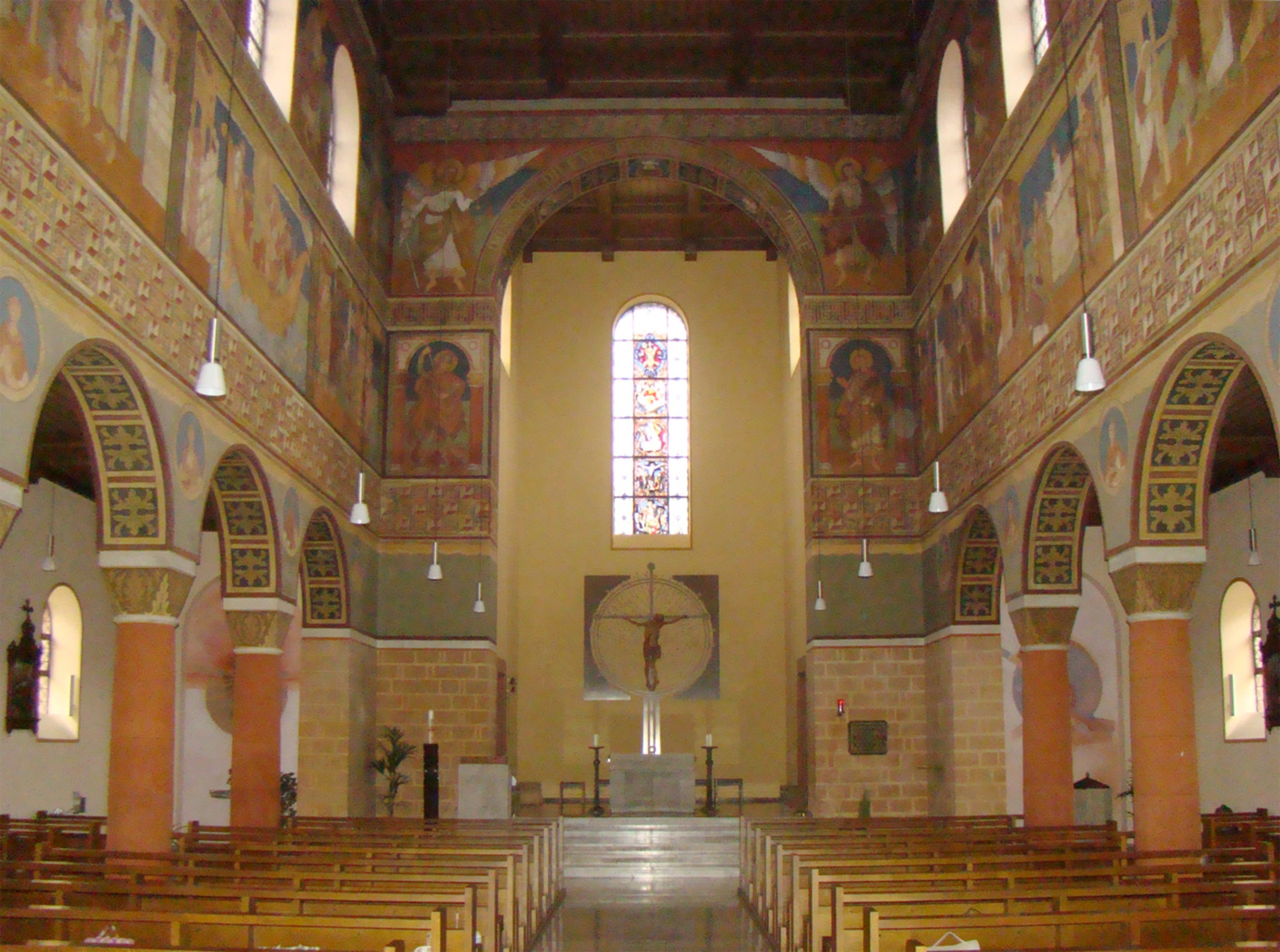
Inneres der Kirche St. Georg, Blick zum Chor

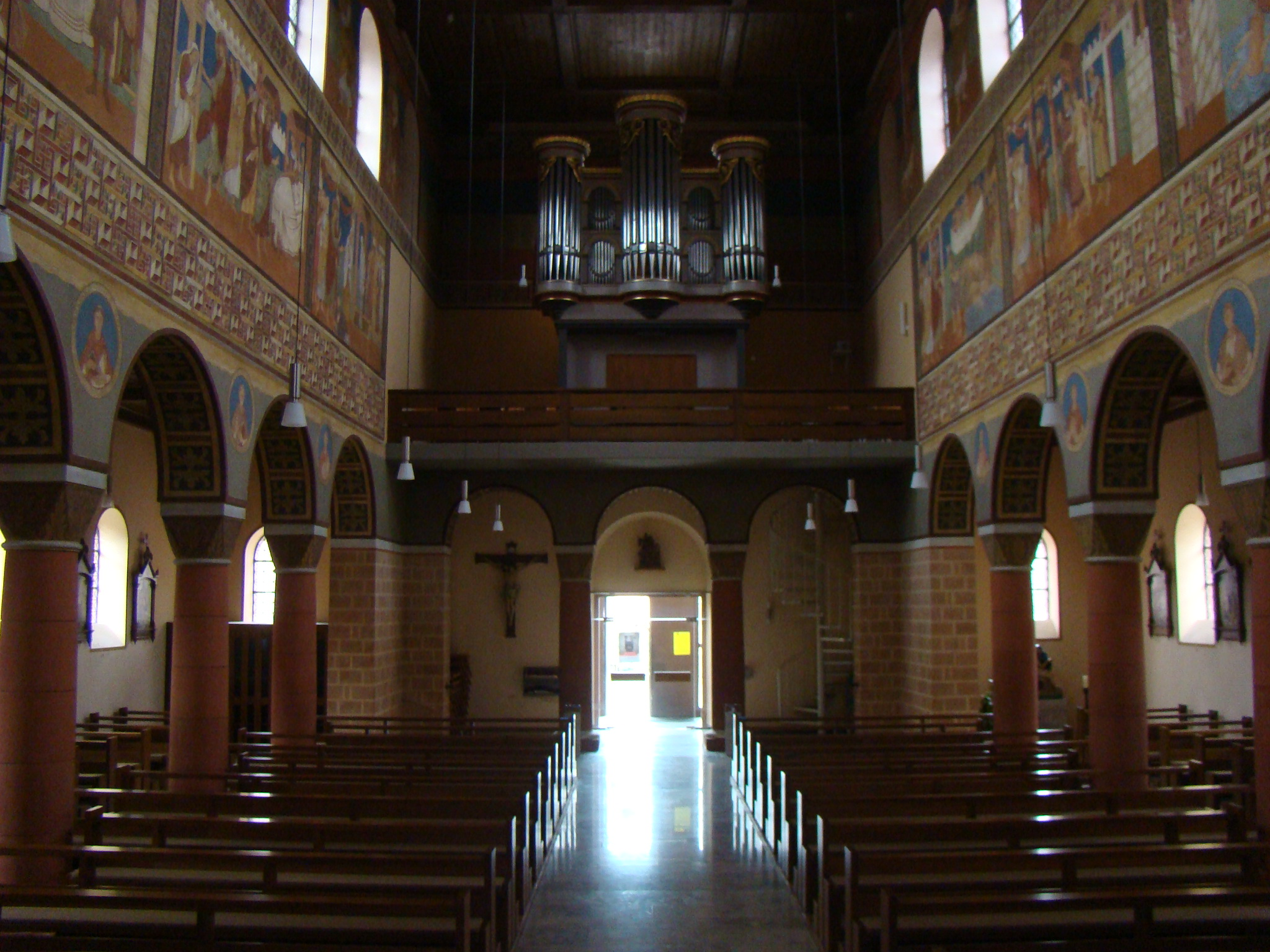
Blick zur Orgelempore

Das neuromanische Kirchengebäude St. Georg ist eine römisch-katholische Kirche in Rittersbach, einem Ortsteil von Elztal im Neckar-Odenwald-Kreis im nördlichen Baden-Württemberg.

## Überblick
St. Georg in Rittersbach ist weitgehend eine Kopie der Georgskirche auf der Insel Reichenau im Bodensee. Den Anlass zur Errichtung eines Nachbaus gaben vor allem auch die 1880/1882 freigelegten Malereien der Reichenauer Kirche, an deren Restaurierung der Leiter des Erzbischöflichen Bauamts in Mosbach, Ludwig Maier, beteiligt war. Maiers Vorschlag eines Nachbaus war weitaus günstiger als die in Rittersbach zuvor angestellten sonstigen Überlegungen zu einem Kirchenneubau. Die Kirche wurde von 1886 bis 1888 erbaut, die Ausmalungen fertigte der Maler Fritz Kohlund aus Freiburg. Neben der Kirche befindet sich das historische Pfarrhaus, das 1843 erweitert wurde und dessen Scheune heute als Gemeindezentrum dient.

## Geschichte
Rittersbach war seit der Zeit des Dreißigjährigen Krieges überwiegend katholisch geprägt. Die katholische Gemeinde erhielt 1705 die alte, seit dem frühen 14. Jahrhundert urkundlich belegte Kirche des Ortes zugesprochen und vergrößerte sie 1736/1837. Die alte Kirche musste häufig renoviert werden, auch war sie für die anwachsende Gemeinde, zu der zeitweilig auch die Katholiken aus Auerbach, Muckental, Rineck und Großeicholzheim zählten, bald zu klein. Ab 1820 gab es Überlegungen, das Langhaus zu erweitern oder zu erneuern. Da unterdessen Auerbach eine eigene Kirche in Aussicht hatte, Rineck aufgelöst wurde und die Katholiken aus Großeicholzheim ausblieben, lehnte die Schaffnerei in Lobenfeld eine Kirchenerweiterung 1855 zunächst ab. 1866 stimmte die Schaffnerei den nötigen Bauarbeiten zwar zu, doch gab es unter den Filialgemeinden Streit wegen der Aufteilung der Baukosten. Inzwischen war die Kirche schon stark baufällig, so dass es 1868 den ersten Plan für einen kompletten Neubau gab, der jedoch wegen des Kostenstreits nicht weiterverfolgt werden konnte. Von 1881 stammt ein weiterer Plan für einen Neubau, der aufgrund der hohen Baukosten von 72.000 Mark nicht realisiert wurde.
Unterdessen war 1880/1882 der Bauinspektor Ludwig Maier als Gehilfe von Franz Bär an der Freilegung der historischen Wandmalereien in der Georgskirche auf der Insel Reichenau beteiligt. Die freigelegten Malereien stießen auf großes Interesse in der Fachwelt und der Öffentlichkeit. Als Leiter des Erzbischöflichen Bauamts in Mosbach schlug Maier 1883 vor, in Rittersbach eine Kopie der Kirche auf der Insel Reichenau zu errichten. Als Argumente für sein Vorhaben gab er an, dass die Kunstwelt Interesse für eine um die fehlenden Teile der Originalmalereien ergänzte Kopie haben würde, dass eine Kopie als Vorstudie zur bevorstehenden Restaurierung der Kirche auf der Insel Reichenau dienen könne und dass das Unterland in den Besitz eines bedeutsamen frühchristlichen Kunstgenres käme. Außerdem wäre die schlichte architektonische Gestaltung günstig nachzubauen und auch die Malereien seinen günstiger zu kopieren, als neue Kunstwerke in Auftrag zu geben. Da Maiers Plan 7.000 Mark günstiger als der zuvor eingereichte Neubauplan war, stimmte der Oberstiftungsrat der Ausführung des Rittersbacher Kirchenneubaus als Kopie der Reichenauer Kirche zu.
Die Grundsteinlegung am Platz der alten Rittersbacher Kirche erfolgte am 24. Mai 1886. Der zum Bau der Kirche nötige Sandstein wurde in den Rittersbacher Steinbrüchen gebrochen und am Platz des heutigen Schulhauses gegenüber der Kirche bearbeitet. Bauleiter war Paul Schaufler, der zuvor den Bau der ebenfalls von Ludwig Maier geplanten Pfarrkirche Heilig Kreuz in Stein am Kocher geleitet hatte. Im September 1886 wurde das Richtfest gefeiert. Für die Ausmalung wurde der Freiburger Maler Fritz Kohlund verpflichtet, der die von Bär und Maier angefertigten Pausen der Reichenauer Gemälde von März bis Juni 1888 auf die Wände der Kirche in Rittersbach übertrug. Kohlund hatte die Vorgabe, keine größeren Änderungen an den Originalen vorzunehmen, so dass sich größere motivische Abweichungen vor allem in den Architekturelementen im Hintergrund finden, während die Figurenstaffage im Wesentlichen den Originalgemälden folgt. Der Gesamteindruck der Malereien in Rittersbach ist jedoch deutlich weicher als der der Originale. Während die Malereien auf der Insel Reichenau eine gewisse ikonenhafte Strenge aufweisen, stehen die Kopien in Rittersbach dem Stil der Nazarener nahe. Für die Chorwände lagen keine Vorlagen von der Reichenau vor, Kohlund hat dort eigene Entwürfe mit Szenen des Abendmahls und dem Opfer des Melchisedech im Stil der restlichen Malerei umgesetzt. Die Kassettendecke des Chors und des Mittelschiffs hat Kohlund ebenfalls mit überwiegend eigenen Motiven ausgemalt, das zentrale Deckenfeld im Chor mit einer Kopie des Lamms mit dem Milcheimer aus den Domitilla-Katakomben in Rom. Der Hochaltar der Kirche stammte von dem Freiburger Bildhauer Wallisser.
Das Bildprogramm der Kirche wurde stark beeinträchtigt, als das Gebäude 1969/1970 umfassend renoviert wurde: Die Deckengemälde wurden beseitigt, die Ausmalung von Chor und Vorhalle einfarbig übertüncht. Die kirchenamtliche Bauleitung wollte ursprünglich die gesamten Malereien übertünchen lassen. Es ist dem Widerstand des Kirchengemeinderats zu verdanken, dass wenigstens die Reichenauer Kopien erhalten blieben. Auch der Hochaltar und die Seitenaltäre aus dem 19. Jahrhundert wurden entfernt.
Durch weitere konservatorische Maßnahmen in den Jahren seit 2000 konnten einige der Eingriffe von 1969/1970 rückgängig gemacht werden.

## Bildprogramm

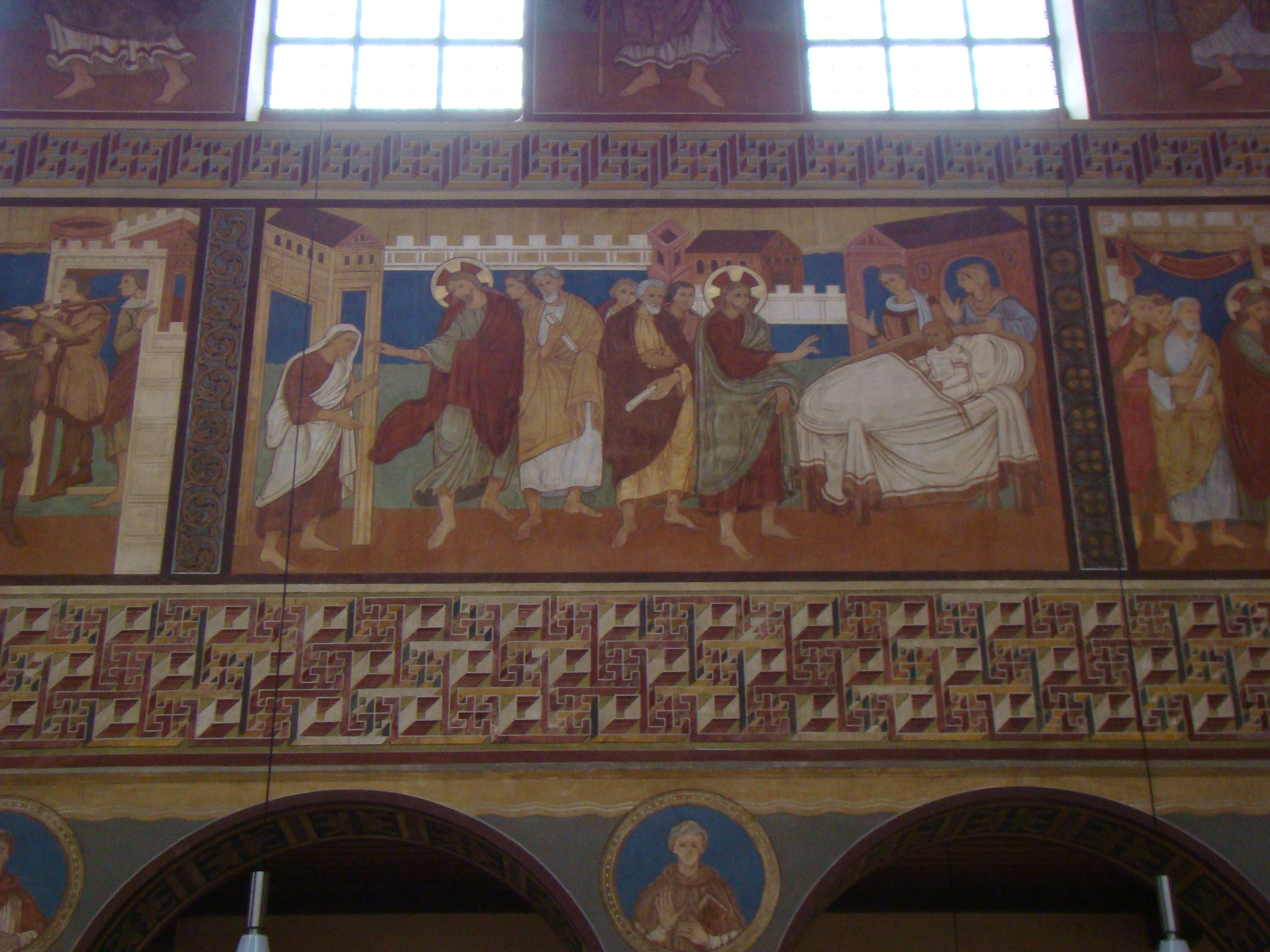
Erweckung der Tochter des Jairus

Die Bilder der Mittelschiff-Seitenwände zeigen insgesamt acht Darstellungen der Wunder Jesu, die Bilder sind jeweils etwa 2,30 Meter hoch. Die Abfolge wird im Uhrzeigersinn beschrieben, zunächst die linke Seitenwand von hinten nach vorn, dann die rechte Seitenwand von vorn nach hinten:
1. Heilung des Besessenen von Gerasa
2. Heilung des Wassersüchtigen
3. Seesturm
4. Heilung eines Blindgeborenen
5. Heilung eines Aussätzigen
6. Erweckung des Jünglings von Naim
7. Erweckung der Tochter des Jaïrus
8. Erweckung des Lazarus

Die zwölf Apostel in der Fensterzone über dem Wunderzyklus, die in der Reichenauer Kirche nur noch fragmentarisch erhalten waren, hat Kohlund zu durch Attribute kenntlich gemachten Figuren ergänzt.
Die Bemalung des Triumphbogens entspricht nur von der Aufteilung der Fläche und einigen Architekturelementen her dem Reichenauer Vorbild. Die Figuren wurden von Kohlund hingegen frei gestaltet. So ist links z. B. der Rittersbacher Kirchenpatron Georg im Kampf mit dem Drachen dargestellt. Ihm gegenüber auf der rechten Seite ist der heilige Veit zu erkennen, dem einer der Seitenaltäre der Rittersbacher Kirche geweiht war. Während auf der Reichenau ein längerer lateinischer Spruch zum Lobe Christi den Triumphbogen umzieht, entschied sich Kohlund in Rittersbach für den kurzen Spruch DOMINE DILEXI DECOREM DOMUS TUAE („Herr, ich habe die Zierde deines Hauses liebgewonnen“).

## Orgel
Auf der Empore im hinteren Teil der Kirche steht die Orgel, die 1888 vom Orgelbauunternehmen H. Voit & Söhne gebaut und aufgestellt wurde. Sie verfügt über 20 Register auf zwei Manualen und Pedal. 

## Glocken
Im Chorturm hängt ein vierstimmiges Glockengeläut aus Bronze. Drei Glocken wurden 1962 von Friedrich Wilhelm Schilling in Heidelberg gegossen, eine ist historisch und stammt von Henrich Oswald Speck von Kirweiler, Rittersbach aus dem 18. Jahrhundert.
| Glocke | Gussjahr | Durchmesser | Gewicht  | Schlagton |
| ------ | -------- | ----------- | -------- | --------- |
| 1      | 1962     | 1236 mm     | 1172 kg0 | es′-3     |
| 2      | 1962     | 1002 mm     | 573 kg   | g′-5      |
| 3      | 1720     | 0845 mm     | 334 kg   | b′-3      |
| 4      | 1962     | 0753 mm     | 276 kg   | c″-3      |

Die Glocken 2 und 3 sind in den Uhrschlag der Turmuhr einbezogen: Glocke 3 übernimmt den Viertelstundenschlag, Glocke 2 den Stundenschlag.

## Nachweise
1. ↑  Glockeninspektion Erzbistum Freiburg: Kath. Pfarrkirche St. Georg in Elztal-Rittersbach

Koordinaten: 49° 25′ 30″ N, 9° 14′ 0,1″ O